# Ketelsby
Ketelsby (sjælden Ketilsby) er en landsby beliggende nord for Slien i det sydøstlige Angel i Sydslesvig. Administrativt hører Ketelsby under Borne Kommune i Slesvig-Flensborg kreds i den nordtyske delstat Slesvig-Holsten. I kirkelig henseende hører landsbyen til Borne Sogn. Sognet lå i Slis Herred (Gottorp Amt, Sønderjylland), da området tilhørte Danmark.
Ketelsby er første gang nævnt 1464. Navnet henføres til mandsnavn Ketel, Ketil. Ketelsby var en selvstændig kommune, inden den i 1974 fusionerede med nabokommunen Borne. Ketelsby rådede i 1974 over et areal på 607 ha og havde 325 indbyggere. Med under Ketelsby hørte Bognæs (Boknis), Hegnholt el. Hegnskov (Hegeholz), Lindånæs (Lindaunis) og Ågeby (Akeby). I øst grænser Ketelsby mod Egenæsmark.